# Corredor Vasari
O Corredor Vasari, ou Corredor Vasariano (em italiano: Corridoio Vasariano) é uma passagem elevada e fechada em Florença, na Itália central, que conecta o Palazzo Vecchio com o Palazzo Pitti. Começando no lado sul do Palazzo Vecchio, ele se junta à Galeria Uffizi e sai pelo seu lado sul, cruzando o Lungarno dei Archibusieri, depois seguindo a margem norte do Rio Arno até cruzar o rio na Ponte Vecchio. Na época da construção, o corredor teve que ser construído ao redor da Torre dei Mannelli, usando suportes, porque os proprietários da torre se recusaram a alterá-lo. O corredor esconde parte da fachada da Igreja de Santa Felicita. Em seguida, serpenteia sobre fileiras de casas no distrito de Oltrarno, tornando-se mais estreito, para finalmente se juntar ao Palazzo Pitti. O comprimento total do corredor é de aproximadamente um quilômetro.
O Corredor Vasari é famoso na Autorretratística pois abriga, e onde é exposta, a maior coleção de autorretratos conhecida: a Uffizi

## História

### Construção
O Corredor foi construído em apenas nove meses a pedido do Cosme I de Médici, Grão-Duque da Toscana e membro da Casa dos Médici, em 1565, projetado pelo arquiteto Giorgio Vasari, que já havia iniciado as obras da Galeria Uffizi. A obra foi encomendada por ocasião do casamento do filho do Grão-Duque Francisco I de Médici com a Arquiduquesa Joana da Áustria.
A ideia da passagem elevada nasceu para dar aos Grão-Duques a possibilidade de se deslocarem livremente e em segurança da sua residência para o palácio do governo, dado o apoio ainda incerto da população ao novo Duque e ao novo sistema de governo que aboliu a República de Florença, enquanto os órgãos republicanos eram apenas simbólicos há quase um século. A passagem também apresenta um sistema relativamente mais rápido que o carro, que na época necessariamente tinha que passar pela ponte Santa Trinita, pois a área do Mercato Vecchio que se estendia até a via Por Santa Maria e a Ponte Vecchio era mesmo é impraticável. Permitiu que a rica e poderosa família Medici se protegesse contra tentativas de ataque, evitando sair às ruas e assim poder atravessar o rio Arno pela Ponte Vecchio sem escolta. A construção do corredor foi extremamente rápida: a obra teve início em 12 de março de 1565 e concluída em 17 de dezembro do mesmo ano, com exceção da montagem das luminárias que entraram em serviço em dezembro de 1568.
O mercado de carne e peixe que acontecia na Ponte Vecchio foi deslocado para evitar maus cheiros quando o Grão-Duque passasse e as ourivesarias, que ainda hoje ocupam a ponte, foram instaladas no seu lugar.
Vasari só encontrou problemas para atravessar a Torre dei Mannelli, no final da Ponte Vecchio, devido à forte oposição da família proprietária; é por isso que ele deve contornar isso usando um sistema de mísula.
Os Médici podiam admirar, no seu interior, ao longo de 1.000 m de extensão, uma galeria de arte que incluía muitos autorretratos, iniciada pelo colecionador Leopoldo de Médici. A inauguração ocorreu por ocasião do casamento de Francisco I de Médici e Joana da Áustria. Das suas muitas janelas também se pode admirar os monumentos, ruas e colinas vizinhas.

### Restauração do Século XIX
A lógia do Lungarno degli Archibusieri estava originalmente aberta (como ainda hoje se pode ver), mas a partir de 1572 foi ocupada por lojas, que se desenvolveram em saliências ao longo do rio, com métodos bastante semelhantes aos dos negócios da Ponte Vecchio. Estas saliências foram danificadas na sequência da cheia de 1864, obrigando ao reforço da parede e das bermas, liberando a lógia dos seus inquilinos.